# جزایر بریتانیا
جزایر بریتانیا (به انگلیسی: British Isles) مجمع‌الجزایری واقع در شمال اروپای قاره‌ای است. این مجمع‌الجزایر شامل جزیره بریتانیای کبیر، جزیره ایرلند، جزیره من، جزیره وایت، جزایر مانش، جزایر شمالی شتلند و اورکنی و صدها جزیرهٔ کوچک و بزرگ در سواحل اسکاتلند است.

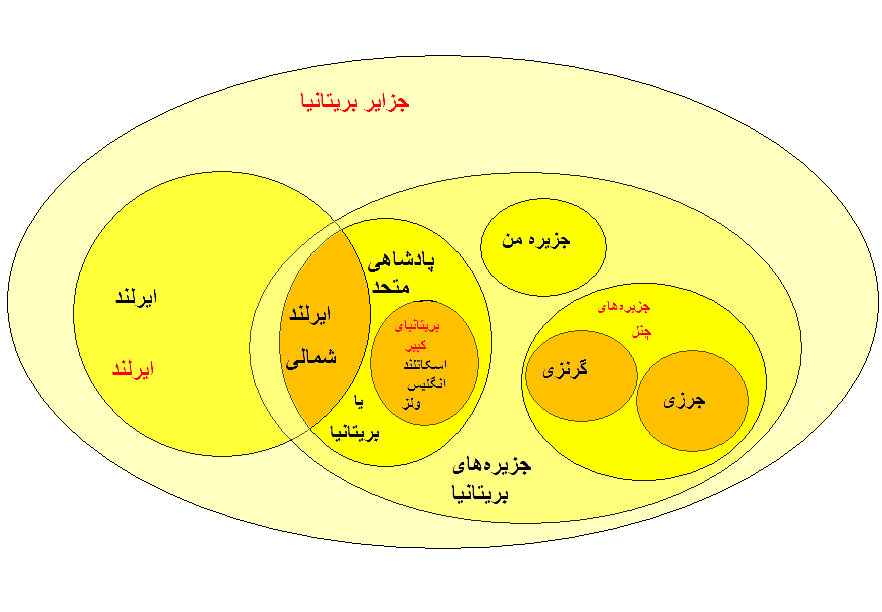
قواعد نامگذاری اعضای جزایر بریتانیا

## نگارخانه

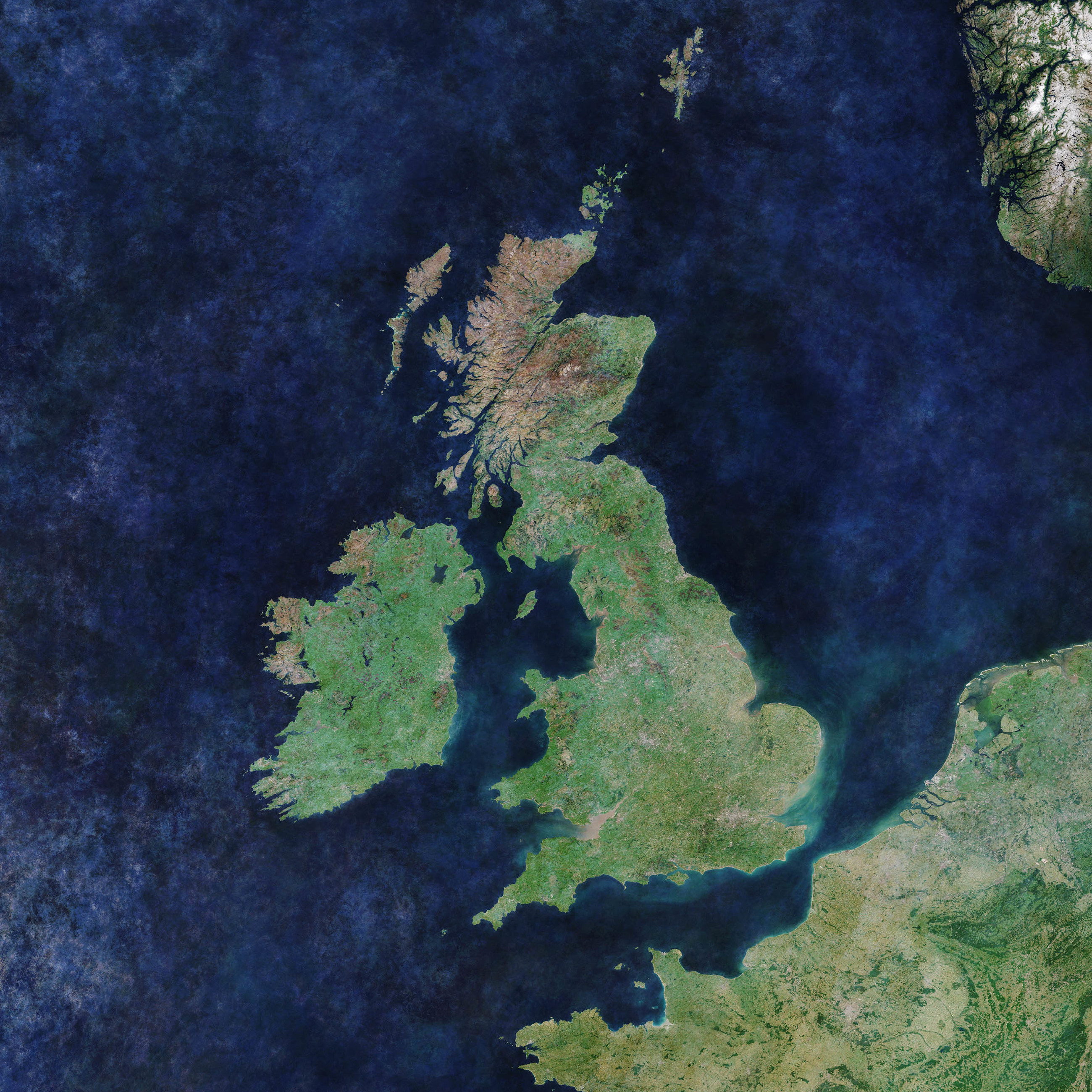
تصویر ماهواره‌ای به استثنای شتلند و جزایر مانش (خارج از کادر)
نقشه‌ای از جزایر بریتانیا و موقعیت آن‌ها در اروپا
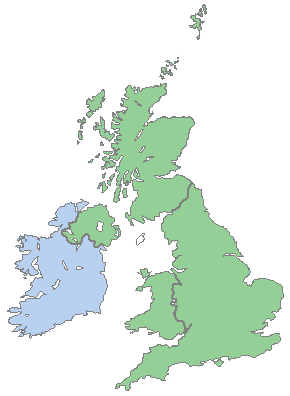
بریتانیای کبیر